# Długie Jezioro (gmina Drawsko)
Długie Jezioro (też Jezioro Długie) – jezioro w woj. wielkopolskim, w powiecie czarnkowsko-trzcianeckim, w gminie Drawsko, leżące na terenie Kotlinie Gorzowskiej. Jezioro znajduje się na obszarze Puszczy Noteckiej.
Brzegiem przebiegają drogi wojewódzkie nr 133 i 135. Przy północnym brzegu jeziora znajduje się parking.

## Dane morfometryczne
Powierzchnia zwierciadła wody według różnych źródeł wynosi od 13,5 ha przez 12,4 ha do 12,92 ha (lustra wody) lub 14,28 ha (ogólna).
Zwierciadło wody położone jest na wysokości 50,9 m n.p.m. Średnia głębokość jeziora wynosi 3,3 m, natomiast głębokość maksymalna 9,0 m.

## Hydronimia
Według urzędowego spisu opracowanego przez Komisję Nazw Miejscowości i Obiektów Fizjograficznych (KNMiOF) nazwa tego jeziora to Długie Jezioro. W różnych publikacjach i na mapach topograficznych jezioro to występuje pod nazwą Długie, Jezioro Długie.